# Markus Bentler
Markus Johannes Bentler (* 16. Mai 1953 in Paderborn) ist ein Generalleutnant a. D. des Heeres der Bundeswehr und war vom 6. Dezember 2012 bis zum 21. August 2015 Deutscher Militärischer Vertreter beim NATO-Militärausschuss.

## Militärische Laufbahn

### Ausbildung und erste Verwendungen
Bentler trat am 1. Juli 1972 beim Jägerbataillon 41 in Göttingen in den Dienst der Bundeswehr und absolvierte bis 1979 die verschiedenen Stationen der Offizierausbildung und seine ersten Truppenverwendungen als Zugführer. Im Rahmen dieser Ausbildung studierte er Pädagogik an einer Universität der Bundeswehr, womit er zu den ersten Studenten an diesen 1973 gegründeten Universitäten gehörte und zu den ersten Offizieranwärterjahrgängen, die nach dem Ellwein-Konzept im Rahmen ihrer Ausbildung ein wissenschaftliches Hochschulstudium zu absolvieren hatten. Bentler schloss seine Studien als Diplom-Pädagoge ab.
1979 erhielt er als Kompaniechef das Kommando über die 3. Kompanie des Jägerbataillons 42 in Kassel, das am 1. Oktober 1980 im Rahmen der Umstrukturierung zur Heeresstruktur 4 zum Panzergrenadierbataillon umgegliedert wurde. Bentler führte die Umgliederung dieser Einheit zur Panzergenadierkompanie durch und blieb dort bis 1984 Kompaniechef. Anschließend absolvierte er bis 1986 den 27. Generalstabslehrgang an der Führungsakademie der Bundeswehr in Hamburg.

### Dienst als Stabsoffizier
Seine ersten Verwendungen als Generalstabsoffizier (Offizier im Generalstabsdienst – i. G.) führten ihn in den Stab der 2. Panzergrenadierdivision in Kassel, wo er bis 1987 als G2-Offizier diente. Im Anschluss erfolgte die Versetzung nach Hofgeismar in den Stab der Panzerbrigade 6, wo er von 1987 bis 1989 als G3-Stabsoffizier diente. Erst mit der folgenden Verwendung verließ er den nordhessischen Raum, in dem er mit Ausnahme der verschiedenen Ausbildungen und Lehrgänge seine bisherigen militärischen Verwendungen gefunden hatte.
Von 1989 bis 1992 diente er in der Deutschen Botschaft in Washington, D. C., als stellvertretender Heeresattaché. Zurück in Deutschland absolvierte er die im Rahmen des Generalstabsdienstes vorgesehene Verwendung als Bataillonskommandeur bis 1994 beim Panzergrenadierbataillon 12 in Osterode am Harz. Danach sammelte er Erfahrungen im Bundesministerium der Verteidigung, dem er von 1994 bis 1996 als Referent im Führungsstab der Streitkräfte und anschließend bis 1999 als Adjutant des Generalinspekteurs, General Hartmut Bagger, angehörte.
Von dort wurde er wieder nach Washington, D. C., versetzt, um ein Studium am National War College der National Defense University zu absolvieren. Nach erfolgreichem Abschluss dieser Studien und Verleihung des Master-Grades im Jahr 2000 wurde Bentler als Stabsoffizier ins Heeresführungskommando in Koblenz versetzt, wo er bis 2001 Dienst leistete.

### Dienst im Generalsrang
Hiernach übernahm er die Gebirgsjägerbrigade 23 in Bad Reichenhall als Kommandeur.
Im Rahmen dieser Verwendung ging er ab dem 12. Dezember 2002 als Kommandeur des 6. deutschen Einsatzkontingents der KFOR und der Multinationalen Brigade Südwest in den Kosovo nach Prizren. Von dort im Juni 2003 wieder zurückgekehrt, blieb Bentler noch bis 2004 Kommandeur der Gebirgsjägerbrigade, um anschließend, ebenfalls als Kommandeur, die Offizierschule des Heeres in der Dresdner Albertstadt-Kaserne als Nachfolger von Brigadegeneral Fritz von Korff zu übernehmen. Diese führte er, bis ihm am 9. Mai 2006 vom Befehlshaber des Heeresführungskommandos, Wolfgang Otto, das Kommando über die 10. Panzerdivision in Sigmaringen übertragen wurde. Dieses Kommando gab er nach drei Jahren am 29. Juli 2009 an Erhard Bühler ab. Am 19. August 2009 wurde Bentler mit Wirkung zum 1. September 2009 durch den Bundesminister der Verteidigung, Franz Josef Jung, zum Generalleutnant ernannt.
Am 8. September 2009 übernahm er schließlich den Dienstposten des Kommandeurs der internationalen KFOR-Truppe in Priština (Kosovo) und folgte auf diesem Dienstposten dem Italiener Giuseppe Emilio Gay. Dieses Kommando gab er am 1. September 2010 an Erhard Bühler ab.
Bentler übernahm am 30. September 2010 den freigewordenen Befehlshaberposten von Wolf-Dieter Langheld beim Ulmer Kommando Operative Führung Eingreifkräfte. Diesen Dienstposten gab er am 18. Dezember 2012 an Richard Roßmanith ab. Bereits am 6. Dezember 2012 trat er seinen Dienst als Deutscher Militärischer Vertreter im NATO-Militärausschuss in Brüssel an. Am 1. September 2015 trat Bentler seinen Ruhestand an.

## Privates
Bentler ist römisch-katholisch und verheiratet.